# Lord Jim
Lord Jim ist ein Roman von Joseph Conrad, zuerst publiziert als Fortsetzungsgeschichte in Blackwood's Magazine von Oktober 1899 bis November 1900. Der Roman gliedert sich in zwei Teile, eine psychologische Erzählung über Jims moralischen Fehler an Bord des Pilgerschiffs Patna und in eine Abenteuer-Geschichte über Jims Aufstieg und Niedergang unter den Einwohnern von Patusan, einem Eingeborenenstaat irgendwo in Ostindien bzw. Südostasien.
Anstoß zu dem Roman gab die dramatische Geschichte des Pilgerschiffs Jeddah, das 1880 in Seenot von seinem Kapitän verlassen wurde. Conrad befasste sich mit dieser Geschichte nach seiner Ankunft in Singapur 1883.

## Die Erzählung
Die Erzählung ist wegen ihrer Verwendung unterschiedlicher, ineinander verschachtelter Erzählperspektiven bemerkenswert. Sie beginnt mit der Darstellung durch einen allwissender Erzähler, der größte Teil ist jedoch wiedergegeben als eine Geschichte, die Charles Marlow einer Gruppe von Zuhörern erzählt. Innerhalb von Marlows Erzählung kommt in Form eines Gesprächs, das Marlow detailgenau wiedergibt, auch Jim ausführlich zu Wort. Ebenso berichtet Marlow von einem Gespräch mit einem Besatzungsmitglied des französischen Schiffs, das die "Patna" nach der Havarie ins Schlepptau genommen hat. Den Schluss bildet ein Brief von Marlow. Somit werden die Ereignisse der Erzählung aus vielen Perspektiven gezeigt, was auch eine Auflösung der zeitlichen Reihenfolge bedingt.
Der Leser wird mit der Aufgabe alleingelassen, sich aus diesen unterschiedlichen Gesichtspunkten (Points of View) Jims psychischen Zustand zu erarbeiten. Jedoch sind etliche Tatsachen nicht passend zur Erklärung der menschlichen Verfassung, wie Marlow bei der Gerichtsverhandlung im Fall Patna bemerkt: „Sie wollten Tatsachen. Tatsachen! Sie forderten Tatsachen von ihm, als ob Tatsachen irgendetwas erklären könnten!“ Zum Schluss bleibt Jim mysteriös, wie durch einen Nebel betrachtet. „Dieser Nebel, in dem er interessant blieb, mit fließenden Linien, ein Kämpfer, der unsicher bleibt für seinen niedrigen Platz in den Ranglisten.“ […] „Es ist, als wenn wir uns mit eines anderen Menschen intimen Bedürfnissen befassten: den wir wahrnehmen, wie unfassbar, schwebend und neblig die Wesen bleiben, die mit uns den gleichen Blick auf die Sterne und die Wärme der Sonne teilen.“ Nur durch Marlows Erzählung lebt Jim für uns – die herzliche Beziehung zwischen den zwei Männern, die Marlow veranlasst, „euch die Geschichte zu erzählen, sie euch auszuhändigen, wie sie war, seine genaue Existenz, seine Realität – die Wahrheit, aufgedeckt in einem Moment der Illusion.“
Charles Marlow ist auch der Erzähler in drei anderen Werken von Conrad: Herz der Finsternis, Jugend und Spiel des Zufalls.

## Zusammenfassung
Jim ist ein junger britischer Seemann, der als Erster Offizier auf der Patna dient, einem heruntergekommenen Schiff, beladen mit Pilgern, die vom indischen Subkontinent nach Mekka zur Pilgerreise Haddsch gebracht werden sollen. Bei einer Havarie verlässt die Besatzung aus Halunken das Schiff und überlässt die Pilger ihrem Schicksal. Sie befürchten, die Patna würde sinken. Jim will eigentlich an Bord bleiben, springt aber dann doch der restlichen Besatzung hinterher. Die Patna sinkt jedoch nicht, ein französisches Schiff nimmt sie ins Schlepptau und bringt sie in Sicherheit. Während sich der Kapitän und die anderen Besatzungsmitglieder einem Prozess entziehen, stellt sich allein Jim der Verantwortung. Das Gericht entzieht ihm seine nautischen Patente aufgrund seiner Verfehlung. Im Gericht trifft er Marlow, der sich mit ihm anfreundet und versucht, ihm Arbeit als Gehilfe verschiedener Bekannter, z. B. eines Müllers oder eines Schiffsausrüsters, zu verschaffen. Jim versucht unerkannt zu bleiben, aber immer wenn seine Vergangenheit ans Licht kommt, gibt er seine Stelle auf und bewegt sich immer tiefer in den Fernen Osten. Seine Schande verfolgt ihn wie ein Schatten. Schließlich schlägt Marlows Freund Stein, ein reicher Kaufmann, vor, Jim als seinen Stellvertreter in Patusan anzustellen. Der abgelegene südostasiatische Landstrich  wird von Malaien und Bugis bevölkert und Jims Vergangenheit kann vorerst geheim bleiben. Jim bewährt sich, erlangt die Achtung der Menschen, wird durch einen Sieg über den Räuber Sharif Ali ihr Anführer und beschützt sie vor dem korrupten Malaien-Häuptling Rajah Tunku Allang. Jim gewinnt die Liebe einer Frau, die er Jewel nennt. „In ihrem ganzen Wesen mischten sich auf merkwürdige Weise Scheu und Wagemut.“ Er ist „zufrieden ... beinahe“. Die Tragödie nimmt jedoch bald ihren Lauf, als die Stadt vom Seeräuber „Gentleman“ Brown angegriffen wird. Obwohl Brown und seine Bande vertrieben werden, wird Dain Waris, der Sohn des Führers der Bugis-Gemeinde, ermordet. Jim, der die Verantwortung für den Tod seines Freundes übernimmt, wird von seinem Schatten eingeholt. Er stirbt an einem Schuss ins Herz, abgegeben von Dain Waris Vater. „Die Menge ... stürzte nach dem Schuss aufgeregt wieder vor. Sie sagen, der Weiße habe den Reihen der Gesichter rechts und links einen stolzen, furchtlosen Blick zugeworfen. Dann fiel er, die Hand über den Lippen, nach vorne, tot.“

## Kommentare und Sonstiges
- Jims schicksalhaftes Schiff, die Patna, wird auch in der Kurzgeschichte „Der Unsterbliche“ von Jorge Luis Borges erwähnt; aus dem Namen Patna wird Patria.
- Lord Jim war Namensgeber der Lord Jim Loge.
- Thomas Mann: „Beendete mit Ergriffenheit Lord Jim, Liebe und Bewunderung.“
- Renée Zucker: „Es kann kein Zufall sein, dass dieses raffiniert verschachtelte und nie ganz enträtselte Portrait eines Seemannes im gleichen Jahr wie Sigmund Freuds Traumdeutung erschien.“

## Filmversion
Die erste Verfilmung entstand 1925 mit dem Titel Lord Jim, Regie führte Victor Fleming.
1965 wurde das Buch ein weiteres Mal von Richard Brooks mit Peter O’Toole in der Titelrolle verfilmt.

## Ausgaben
- Joseph Conrad: Lord Jim. 1900 (englisch, Lord Jim bei Project Gutenberg).
- Joseph Conrad: Lord Jim. Insel-Verlag, Frankfurt am Main 2007. ISBN 978-3-458-34995-2. (Übersetzung aus dem Englischen von Elli Berger)
- Joseph Conrad: Lord Jim. Carl Hanser Verlag, München 2022. ISBN 978-3446272651. (Übersetzung aus dem Englischen von Michael Walter)
  - als Hörbuch gesprochen von Christian Brückner, Argon Verlag, ISBN 978-3-83987-138-6.